# Харама (трасса)
Харама (исп. Circuito Permanente del Jarama) — гоночная трасса, расположенная в 30 километрах на север от города Мадрид (Испания). Построена в 1967 году, с 1968 по 1981 год принимала Гран-при Испании Формулы-1.
Трасса разработана известным дизайнером гоночных трасс Джоном Гугенхольцем (автодромы Судзуки и Зандвоорт). Сочетала короткие прямые и медленные повороты, что делало обгон на этой трассе весьма затруднительным.

## Победители Гран-при Испании на трассе Харама
Розовым цветом помечены Гран-при, не входившие в официальный зачёт чемпионата мира Формулы-1.
| Год  | Пилот (победитель)  | Команда (победитель) | Отчёт |
| ---- | ------------------- | -------------------- | ----- |
| 1981 | Жиль Вильнёв        | Ferrari              | Отчёт |
| 1980 | Алан Джонс          | Williams-Ford        | Отчёт |
| 1979 | Патрик Депайе       | Ligier-Cosworth      | Отчёт |
| 1978 | Марио Андретти      | Lotus-Cosworth       | Отчёт |
| 1977 | Марио Андретти      | Lotus-Cosworth       | Отчёт |
| 1976 | Джеймс Хант         | McLaren-Cosworth     | Отчёт |
| 1974 | Ники Лауда          | Ferrari              | Отчёт |
| 1972 | Эмерсон Фиттипальди | Lotus-Cosworth       | Отчёт |
| 1970 | Джеки Стюарт        | March-Cosworth       | Отчёт |
| 1968 | Грэм Хилл           | Lotus-Cosworth       | Отчёт |
| 1967 | Джим Кларк          | Lotus-Ford           | Отчёт |